# Andreas Albrecht
Pour les articles homonymes, voir Albrecht.
Andreas Johann Albrecht est un cosmologiste actuellement en poste à l'université de Californie à Davis où il est professeur depuis 1998.

## Biographie
Andreas Albrecht effectue ses études à l'université Cornell. Il obtient son doctorat en 1983 à l'université de Pennsylvanie sous la direction de Paul Steinhardt, sur le thème de l'inflation cosmique  à l'époque récemment proposée par Alan Guth. Il est ensuite chercheur post-doctoral à l'université du Texas à Austin (1983-1985) puis au Laboratoire national de Los Alamos (1985-1987). Son activité professionnelle se poursuit au Fermilab (1987-1992), puis à l'Imperial College de Londres (1992-1998).

## Travaux scientifiques
Andreas Albrecht est surtout connu pour avoir été coauteur, avec son directeur de thèse Paul Steinhardt, d'un article important sur l'inflation cosmique en 1982, où ils discutaient des mécanismes pouvant permettre la fin de la phase inflationnaire.
Il travaille durant toute sa carrière sur les modèles d'inflation, et sur certaines de ses conséquences, comme le réchauffage, la phase qui termine l'inflation et pendant laquelle se crée la matière ordinaire qui avait disparu du fait de la fantastique dilatation causée par l'inflation. Il a aussi étudié d'autres modèles de formation des grandes structures basé sur des hypothèses radicalement différente. Un des concurrents de l'inflation depuis les années 1970 était l'hypothèse des cordes cosmiques. Andreas Albrecht a été un des premiers à proposer à la fin des années 1980 en collaboration avec Neil Turok une analyse détaillée à l'aide de simulations numériques relativement lourdes pour l'époque du comportement de ces objets. Il a été également un des premiers à calculer de façon approchée les anisotropies du fond diffus cosmologique, permettant ainsi d'exclure ces objets comme étant prépondérant dans le processus de formation des grandes structures. Il a plus récemment travaillé sur diverses problématiques liées à l'énergie noire.